# Цветан Ракьовски
Цветан Кирилов Ракьовски е български литературен историк, професор в ЮЗУ „Неофит Рилски“ в Благоевград.

## Биография
Роден е през 1959 г. в Габрово. Завършва специалност „Българска филология“ в Софийския държавен университет през 1985 година.
Доктор по филология с дисертация на тема „Паратекстът на литературната творба – функции и възможности“ (1997). Доктор на филологическите науки с дисертация на тема „Образи на българската памет. Историята, поборниците, записките“ (2004).
Учител в Националната Априловска гимназия в Габрово от 1985 до 1992 г. Хоноруван асистент (1993), редовен асистент (1995), доцент (2000) в ЮЗУ „Н. Рилски“. Професор е от 2007 г. с хабилитационен труд с тема: „След края на класиката: „Двойник“ на Достоевски и „Египетска марка“ на О. Манделщам“) в Катедрата по литература на Филологическия факултет при ЮЗУ „Неофит Рилски“ в Благоевград.
Член на редколегията на сп. „Български език и литература“ (до 2014). Член на редколегията на списание „Езиков свят“.
В 2019 г. става тринадесетият носител на Националната награда за литературна критика „Иван Радославов и Иван Мешеков“.